# Rita Montaner
Pour les articles homonymes, voir Montaner.

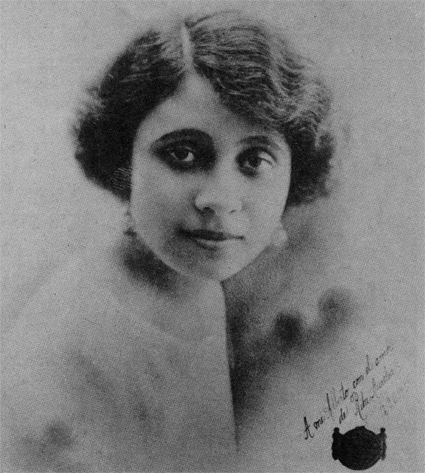
Rita Montaner

Rita Montaner (Rita Aurélia Fulceda Montaner Facenda), née le 20 août 1900 à Guanabacoa et morte le 17 avril 1958 à La Havane, est une chanteuse soprano et actrice cubaine. Elle est l'une des représentantes les plus universelles des artistes cubains. Elle s'est aventurée dans le théâtre, la radio, le cinéma et la télévision, obtenant un succès national et international notable et étant considérée comme l'une des plus grandes artistes de son pays. Elle s'est consacrée à l'opéra, à la zarzuela, à la musique populaire cubaine, au cinéma, au théâtre, à la radio et à la télévision. 
Dans les années 1940 et 50, elle fait des incursions dans de nombreux films mexicains, notamment dans le genre Cine de Rumberas[réf. souhaitée].

## Biographie
Fille de médecin, elle étudie le piano dès ses 10 ans et se met au chant à 16 ans. Elle étudie la musique en 1910 au Conservatoire de musique et de déclamation Eduardo Peyrellade de La Havane, avec Carmelina Pascual, solfège ; Pablo Meroles, théorie de la musique, harmonie, piano et chant ; à New York, elle fut disciple chanteuse du professeur italien Alberto Bimboni. 
Rapidement elle chante la zarzuela, qui convient à sa voix de mezzo-soprano, dans les théâtres de la capitale. Montaner est prête à se lancer dans une carrière artistique qui est alors interrompue par son premier mari, les naissances de ses deux seuls enfants et préjugés sociaux vis-à-vis de l'insertion des femmes dans le milieu du spectacle. 
Elle triomphe dans la zarzuela Niña Rita d'Eliseo Grenet: la chanson Ay, Mama Iñes  devient l'une des plus célèbres de la musique populaire cubaine. Puis elle chante Siboney (en) dans une autre zarzuela d'Ernesto Lecuona. 
Elle débute au cinéma aux États-Unis, puis collabore avec le pianiste Ignacio Villa dit "Bola de Nieve".
Elle se produit en Europe, en France et en Espagne.
À Cuba, elle interprète au piano des thèmes de L'Amour sorcier de Manuel de Falla. 
Elle participe à la présentation de l'œuvre du poète Nicolás Guillén, Motivos de Son, que les frères Grenet mettent en musique. Elle apparaît dans une quinzaine de films tournés à Cuba et au Mexique, ainsi que dans certaines productions avec des réalisateurs de la stature d'Emilio (El Indio) Fernández et Ramón Peón. Lors de l'inauguration de la télévision cubaine en 1950, sa présence et sa qualité professionnelle prévalaient dans les programmes musicaux, comiques et dramatiques. Elle tourne notamment dans : Sucedio en La Havana, El Romance del palmar, María la O et Angelitos negros entre autres.
Parallèlement, elle continue sa participation à des spectacles, aux côtés d'artistes de renom tels qu'Edith Piaf, Los Chavales de España, Benny Moré, le Matamoros Trio, Sindo Garay, Marta Pérez, Miguelito Valdés, Celia Cruz, Olga Guillot, María Cervantes, Rosita Fornés, Esther Borja, Dámaso Pérez Prado, Luis Carbonell.
Rita aborde le domaine de la musique afro-cubaine en interprétant en 1935 la Suite négroïde composée par Gilberto Valdés, accompagnée d'un orchestre comprenant percussions afro-cubaines et tambours rituels. 
On la surnomme alors « La Única ».  
Nicolas Guillén la surnomme « Rita de Cuba ». 
Sa dernière représentation a été dans la comédie britannique Spring Fever, de Noel Coward, mise en scène par Rubén Vigón, qui se déroule en juillet 1957 dans la salle Arlequín de La Havane. La même année, atteinte d'un cancer, elle devient aphone, et meurt le 17 avril 1958. Le lendemain, elle est enterrée dans la nécropole de Colón, accompagnée de la musique de ses succès. 

## Postérité
En 2008, l'écrivaine cubaine Daína Chaviano lui rend hommage en l'incorporant comme personnage dans son roman L'île des amours éternelles. La musique joue dans ce roman un rôle clé : chaque chapitre du roman porte le nom d'un boléro. Apparaissent également des figures emblématiques de l'histoire de la musique cubaine, comme Rita Montaner, Ernesto Lecuona, La Lupe, Benny Moré, Fredesvinda García Valdés (plus connu sous son nom d'artiste Freddy) et Joaquín Nin.